# Proaza
Proaza est une commune (concejo aux Asturies) située dans la communauté autonome des Asturies en Espagne. Elle est limitrophe de Santo Adriano et Grado au nord, de Teverga et Quirós au sud, de Yernes y Tameza et Teverga à l'ouest et de Quirós à l'est. 

## Histoire
Des découvertes datant du Paléolithique, des os sculptés et des gravures rupestres, témoignent de l'occupation précoce de la commune.
Par la suite, plusieurs châteaux-forts témoignent de l'occupation continue par des tribus celtes.
Au Moyen Âge, la commune est devenue un point stratégique sur la principale voie de communication entre le royaume de Léon et le royaume des Asturies. La voie historique porte le nom de Camino real del Puerto de la Mesa et est encore visible aujourd'hui grâce à d'anciennes constructions comme le pont de Ventana (puerto de Ventana).
La première mention documentaire se trouve dans un acte de donation datant de 863, dans lequel sont mentionnées les terres d'Uandugio, Pruazia et Charanga. La commune était ainsi soumise à la juridiction et à la souveraineté fiscale de l'archevêché d'Oviedo, ce qui provoquait régulièrement des révoltes. En 1581, sous le règne de Philippe II, la séparation du pouvoir ecclésiastique et du pouvoir étatique fut mise en œuvre.

## Géographie
La zone montagneuse dans laquelle se situe la commune est composée d'une série de chaînes de montagnes très développées, perpendiculaires à la cordillère Cantabrique, entre lesquelles se fraye la rivière Trubia, dessinant sur son passage de belles prairies. De cette façon, existe une orographie avec de grandes différences dans laquelle on peut observer des prairies douces et des pentes abruptes. Au fond de la vallée de Trubia se trouvent deux prairies situées entre 200 et 400 mètres : Caranga et Proaza.
Plus de 60 % du territoire a une altitude supérieure à 400 mètres, et 34 % dépassent les 800 mètres. De même, il convient de noter que la moitié de la superficie de la commune présente une pente supérieure à 50 %. Le massif rocheux de Peña Sobia au sud, a l'altitude maximale de 1 427 mètres.

## Paroisses
La commune de Proaza est composée de 8 paroisses civiles :
- Bandujo
- Caranga
- Linares
- Proacina
- Proaza
- San Martín
- Sograndio
- Traspeña

## Galerie

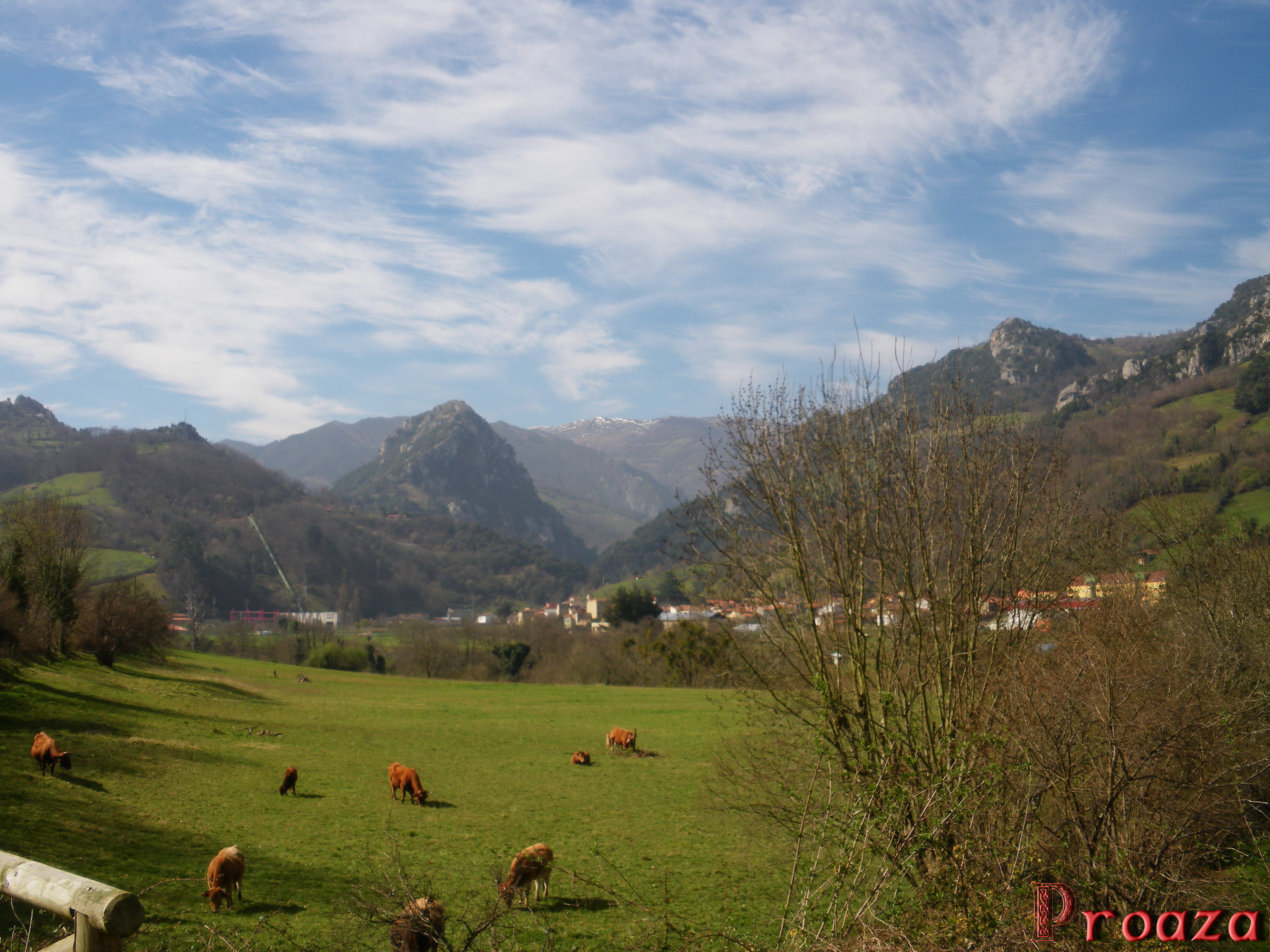
Proaza.
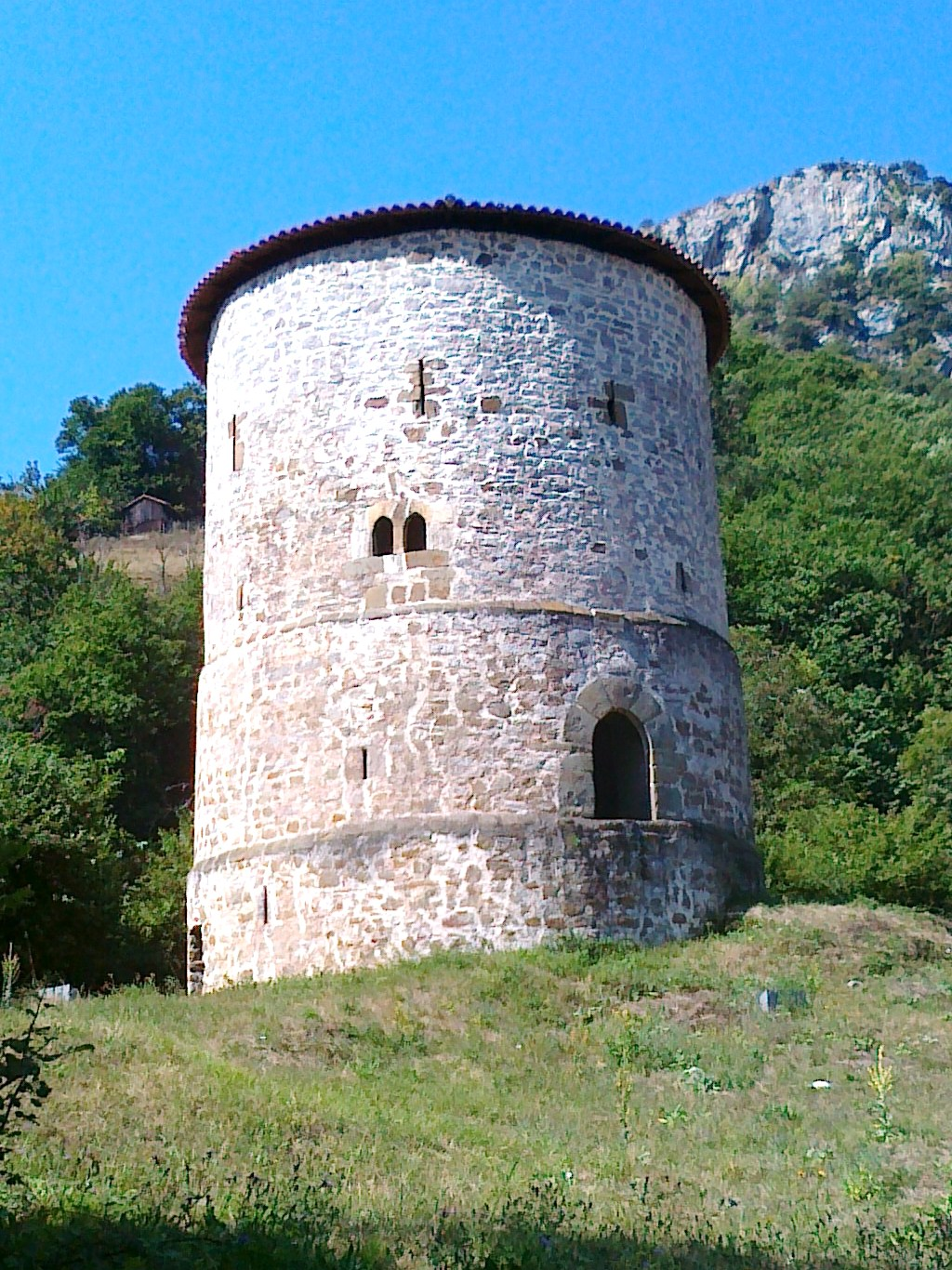
Tour défensive médiévale de Proaza.
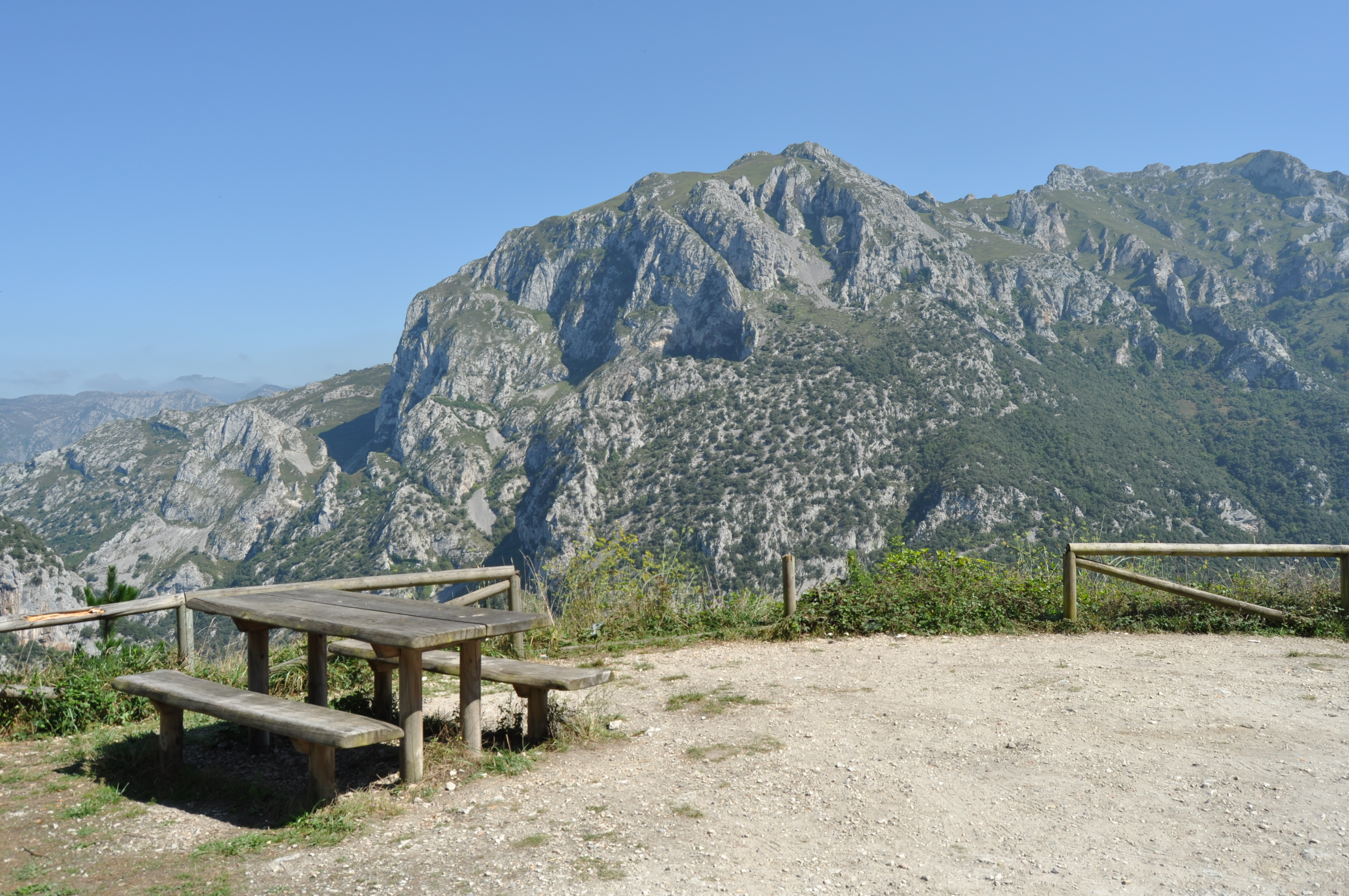
Belvédère de Proacina.
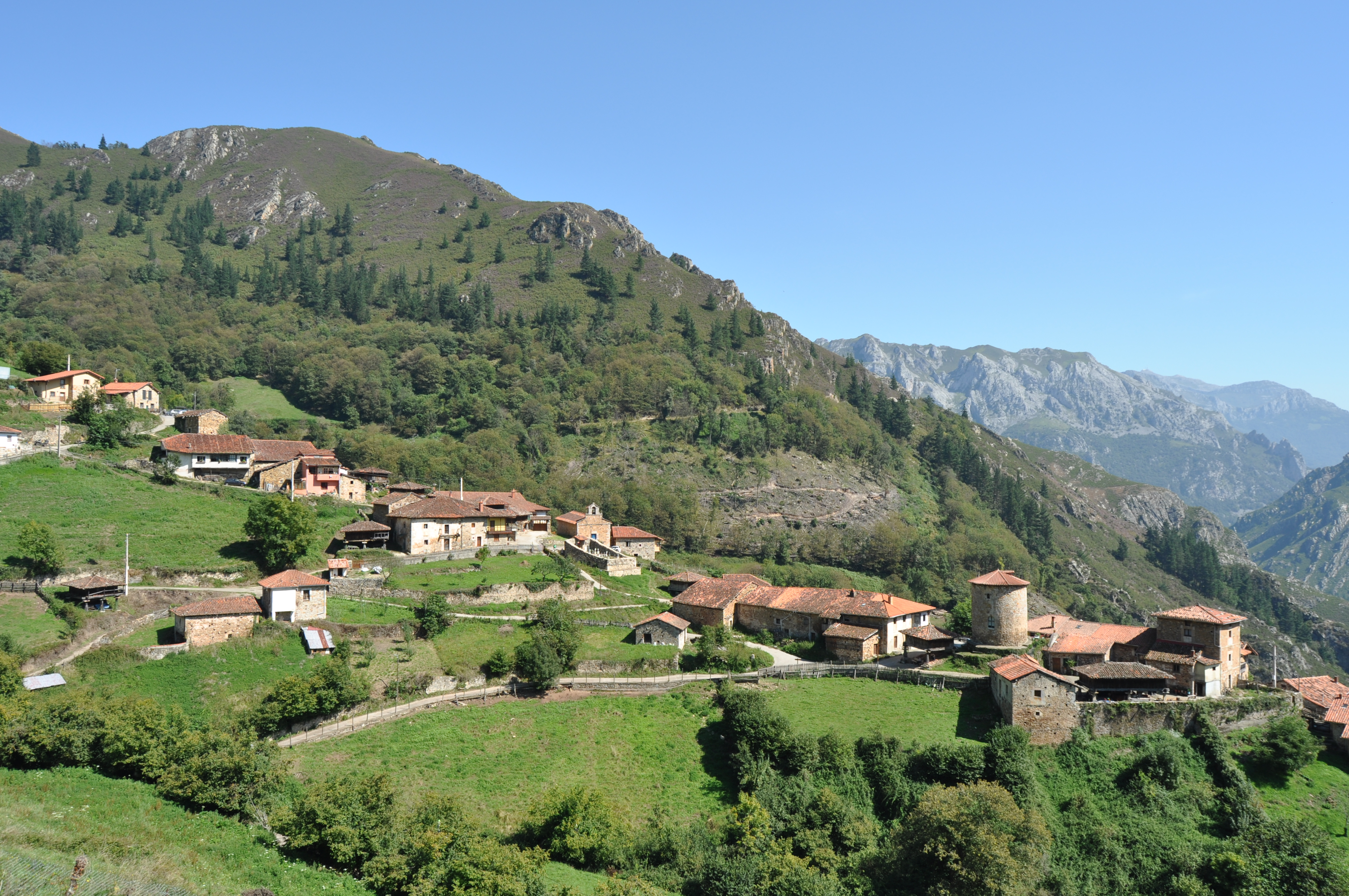
Bandujo.